# Scansoriopteryx
Scansoriopteryx heilmanni
Genre
Espèce
Synonymes
- † Epidendrosaurus ninchengensis Zhang et al.[2], 2002

Scansoriopteryx est un genre éteint de tout petits dinosaures à plumes, de la taille d'un moineau. C'est un théropode maniraptorien aujourd'hui considéré comme un paravien basal, de la famille des scansorioptérydés à laquelle il a donné son nom. Il a vécu en Chine durant le Jurassique supérieur.
Un seul spécimen fossile a été découvert dans la province chinoise du Liaoning. Il a été décrit en 2002 par Stephen A. Czerkas et Chongxi Yuan (d) sous le nom de Scansoriopteryx heilmanni.

## Étymologie
Le nom de genre est composé du mot latin « scansio », « action de monter », et du grec « Ptéron », « aile », pour indiquer la capacité de l'animal de grimper avec ses ailes.

## Description

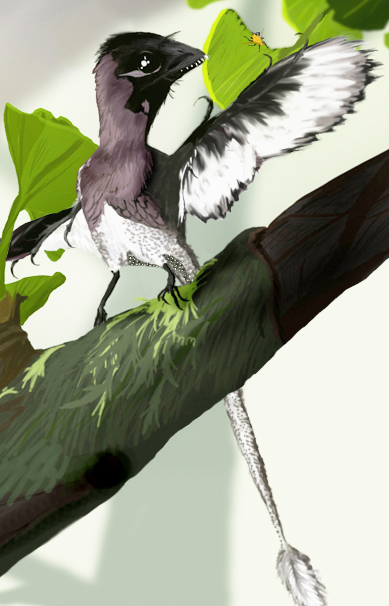
Vue d'artiste d'Epidendrosaurus / Scansoriopteryx.

Le spécimen type de Scansoriopteryx heilmanni (CAGS02-IG-gausa-1/DM 607) représente les restes fossiles d'un très jeune individu semblable à certains égards à Archaeopteryx. Un second spécimen, l'holotype d'Epidendrosaurus ninchengensis (IVPP V12653), comporte également des caractéristiques propres aux juvéniles. Le spécimen est partiellement désarticulé, et la majorité des ossements consistent en des structures bidimensionnelles. Comme tous les fossiles connus appartiennent à de jeunes individus, la taille des adultes reste inconnue.
Le spécimen type de Scansoriopteryx montre aussi autour de son squelette des empreintes fossilisées de plumes. 

### Doigts
Un caractère exceptionnel de Scansoriopteryx est l'allongement extrême de son troisième doigt qui est le plus long de la main, presque deux fois plus que le second (chez la plupart des dinosaures théropodes, le deuxième doigt est le plus long). De longues plumes d'ailes (rémiges) semblent s'attacher à ce long doigt et non au doigt du milieu, comme chez les oiseaux et autres maniraptoriens. Des plumes plus courtes sont conservées attachées au second doigt.

### Membrane cutanée
En 2015, un nouveau scansorioptérygidé, Yi qi est décrit avec une membrane cutanée attachée aux doigts, à un os styliforme du poignet et à la partie supérieure du torse.
Par analogie, Scansoriopteryx pourrait posséder ce type de membrane cutanée, attachée à son doigt allongé, favorisant, en plus des plumes de l'animal, le vol plané, comme l'avait suggéré le paléontologue italien Andrea Cau en 2008 avant la découverte de Yi qi.

### Mâchoires
Scansoriopteryx est aussi remarquable pour ses larges mâchoires arrondies. La mâchoire inférieure contient au moins douze dents, plus grandes à l'avant qu'à l'arrière. Les os du maxillaire inférieur peuvent avoir été fusionnés, une caractéristique auparavant connue uniquement chez les oviraptorosauriens.

## Paléobiologie

### Mode vie arboricole
Les inventeurs du genre ont souligné un ensemble de caractère montrant sa faculté à grimper le long des arbres et globalement son adaptation à un mode de vie arboricole. Ils soulignent pour ces animaux, connus que par des juvéniles :
- que ses membres antérieurs sont plus longs que les postérieurs. Les auteurs ont soutenu que cette anomalie indique que les membres antérieurs jouaient un rôle important dans la locomotion, même à un stade de développement extrêmement précoce ;
- que son hallux (« gros orteil ») est opposé (pointant vers l'arrière) comme chez les oiseaux arboricoles modernes ;
- que sa queue, raide, pouvait être une adaptation à l'escalade à la manière de celle des piverts modernes ;
- que les mains d'espèces grimpantes modernes possèdent un troisième doigt allongé, comme celles des iguanes ;
- que ses doigts sont terminés par des griffes fortement recourbées[1].

## Classification
Scansoriopteryx a donné son nom à la famille des scansorioptérygidés. Les études phylogénétiques effectuées sur celui-ci ont amené à le considérer comme un proche parent des oiseaux, d'abord comme un membre du clade des Avialae. Cependant les analyses phylogénétiques postérieures, réalisées en particulier entre 2013 et 2017,,, placent toutes Scansoriopteryx en position basale parmi les paraviens, dans la petite famille des Scansoriopterygidae.

### EpidendrosaurusvsScansoriopteryx

#### Découverte
Epidendrosaurus a été découvert en 2002 dans de la siltite en Mongolie intérieure par une équipe de paléontologues de l'Académie des sciences de Chine,.

#### Statut du nom
Le statut du nom Scansoriopteryx est très controversé. Le spécimen type ayant été décrit quelques mois après un spécimen très similaire, Epidendrosaurus ninchengensis, décrit en ligne, bien que le nom Epidendrosaurus n'ait été publié en version imprimée qu'après Scansoriopteryx. Ces deux spécimens sont tellement semblables qu'ils appartiennent très probablement au même genre, auquel cas, selon l'article 21 du Code international de nomenclature zoologique donnerait la priorité à Scansoriopteryx. Le journal dans lequel a paru Scansoriopteryx a un très faible tirage, mais il a été distribué, avant la date de parution d'Epidendrosaurus sur papier, mais bien après l'apparition de ce dernier sur Internet. 
Cette situation a été utilisée comme un exemple dans un amendement proposé à la CIZN par Jerry Harris qui considère que les articles électroniques avec identifiants d'objets numériques (DOI) qui sont par la suite disponibles en version imprimée doivent être considérés comme une « publication » à des fins de nommage. Harris a noté que, bien que le nom Epidendrosarus soit apparu en premier, Scansoriopteryx est le premier à avoir été publié sur papier et est donc le nom valide, mais le fait que la CIZN ne reconnaît pas les noms en ligne comme valide a conduit à la confusion sur qui a la priorité.
Dans la littérature scientifique, le genre Scansoriopteryx est considéré comme le nom valide par certains scientifiques, comme Thomas R. Holtz, Jr. et Alan Feduccia, et comme le synonyme junior par d'autres tels que Kevin Padian.